# Herz oder Knete
Herz oder Knete ist ein deutscher Fernsehfilm von Michael Rowitz aus dem Jahr 2002 unter dem Drehbuch von Daniel Maximilian und Thomas Pauli nach einer Novelle der Kölner Schriftstellerin Annegrit Arens. Produziert wurde der Film von Ziegler Film.

## Handlung
Die Mitvierzigerin Adele betreibt einen kleinen Gebäudereinigungsservice bei der Modefirma des tyrannischen Cholerikers Carl Morus. Adeles Tochter Linda und Carls Sohn Dieter sind ohne Wissen ihrer Eltern ein Paar. Aus einer Laune heraus wollen die beiden heiraten. Ihre Eltern – einander in herzlicher Abneigung verbunden – sind dagegen. Ein gemeinsames Abendessen im Restaurant gerät zum Desaster. Adele, die Linda allein erzogen hatte und dafür aufs Abitur verzichtete (welches sie jetzt nachzuholen trachtet) und der verwitwete Carl (dem sonst nur noch sein schwuler Schwager Christian blieb), vereinbaren ein privates Essen ohne Kinder. Nachdem Adele das Essen versalzen hat, rettet der Hobbykoch Carl den Abend mit einem Schnellmenü. Beide kommen überein, den Kindern die Hochzeit ausreden zu wollen.
Äußere Einflüsse bringen Adele und Carl zu gemeinsamem Handeln: Sohn Dieter stiehlt Ausschussware aus der Firma – der Verdacht fällt auf Adeles Service. Der Duldungsstatus von Mitarbeiterin Ananda Singh ist abgelaufen – Carl rettet sie bei der Polizei vor der Abschiebung. Die Modenschau der Firma Morus droht zu platzen, weil die Models aufgrund einer Intrige ausbleiben – Adeles Mitarbeiterinnen retten die Show.
Schließlich erklärt Carl vor versammelter Mannschaft Adele seine Liebe.

## Kritik
Die Kritiker der Fernsehzeitschrift TV Spielfilm nannten den Film eine „überladene Lovestory mit herzensguter Moral“. Sie zeigten mit dem Daumen zur Seite und vergaben für Humor und Spannung je einen von drei möglichen Punkten. Das Resümee lautete: „Trotz Modemacher fehlt der rote Faden“.